# Ten Commandments
Albums de Ozzy Osbourne
Best of Ozz
(1989) Just Say Ozzy
(1990)
Ten Commandments est une compilation d'Ozzy Osbourne, sortie en 1990 sans l'approbation de ce dernier. Le disque se classa à la 163e place du Billboard 200.

## Chansons
1. "Flying High Again" (Ozzy Osbourne, Randy Rhoads, Bob Daisley, Lee Kerslake) - 4:50
  - Originale de Diary of a Madman
2. "Crazy Train" (Osbourne, Rhoads, Daisley) - 4:50
  - Originale de Blizzard of Ozz
3. "Diary of a Madman" (Osbourne, Rhoads, Daisley, Kerslake) - 6:12
  - Originale de Diary of a Madman
4. "Shot in the Dark" (Osbourne, Phil Soussan) - 4:16
  - Originale de The Ultimate Sin
5. "Thank God for the Bomb" (Osbourne, Jake E. Lee, Daisley) - 3:53
  - Originale de The Ultimate Sin
6. "Bark at the Moon" (Osbourne) - 4:15
  - Originale de Bark at the Moon
7. "Tonight" (Osbourne, Rhoads, Daisley, Kerslake) - 5:50
  - Originale de Diary of a Madman
8. "Little Dolls" (Osbourne, Rhoads, Daisley, Kerslake) - 5:38
  - Originale de Diary of a Madman
9. "Steal Away (The Night)" (Osbourne, Rhoads, Daisley, Kerslake) - 3:28
  - Originale de Blizzard of Ozz
10. "So Tired" (Osbourne) - 3:56
  - Originale de Bark at the Moon